# Paradinocephalus collarti
Paradinocephalus collarti – gatunek chrząszcza z rodziny kózkowatych i podrodziny zgrzypikowych. Jedyny przedstawiciel rodzaju Paradinocephalus.

## Zasięg występowania
Afryka Środkowa, występuje w Kamerunie.